# Chandramara
Chandramara is een monotypisch geslacht van straalvinnige vissen uit de familie van de stekelmeervallen (Bagridae).

## Soort
- Chandramara chandramara (Hamilton, 1822)